# Norbert Bisky

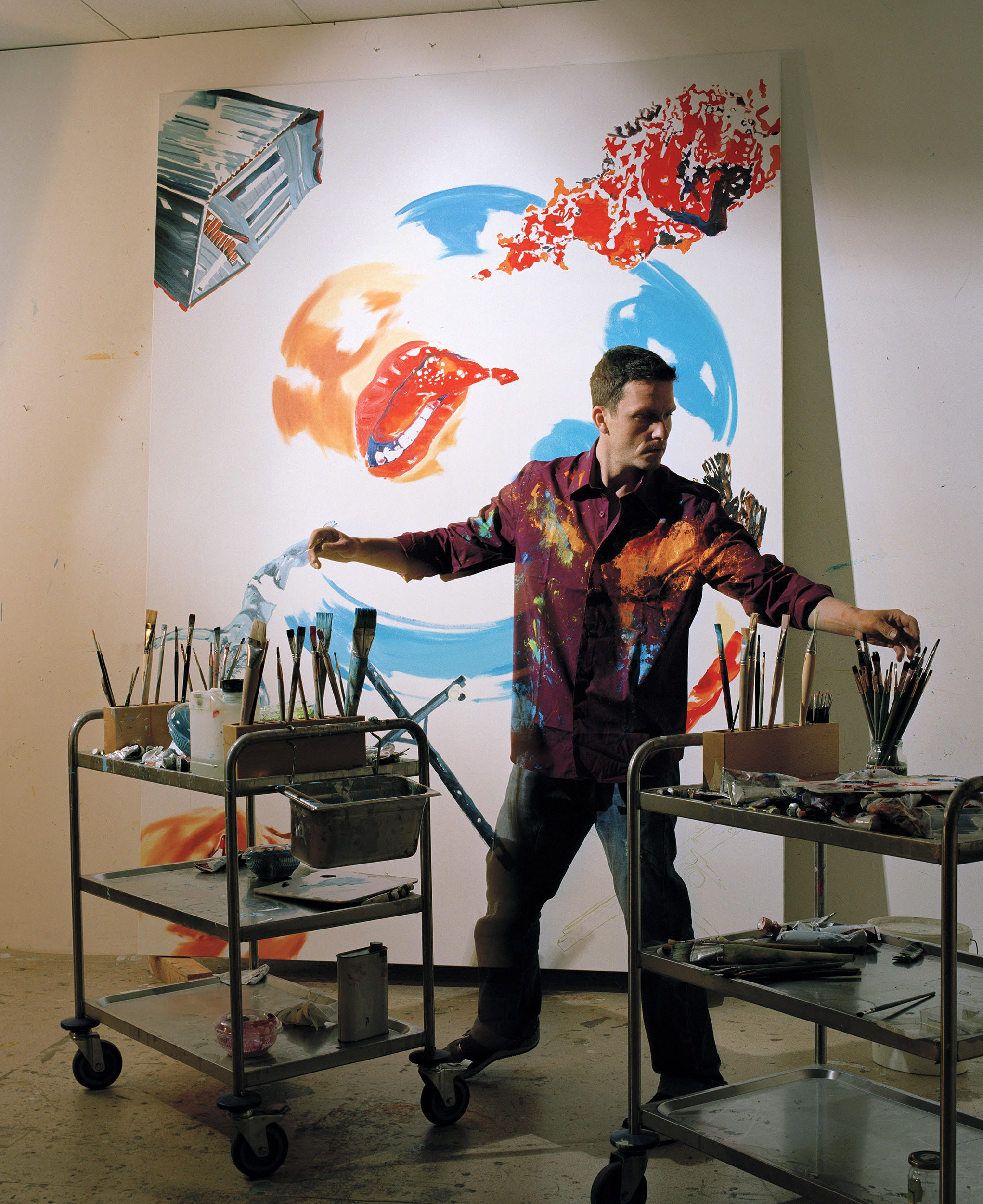
Norbert Bisky porträtiert von Oliver Mark, Berlin 2014

Norbert Bisky (* 10. Oktober 1970 in Leipzig, DDR) ist ein deutscher Maler. Er gilt als einer der wichtigen zeitgenössischen deutschen Künstler und Vertreter der figurativen Malerei des 21. Jahrhunderts.

## Leben
Bisky wuchs in der DDR auf, er leistete Wehrdienst bei der NVA und war im März 1990 im DDR-Militärgefängnis. Im Jahre 1994 begann er ein Studium der Germanistik und Kunstgeschichte an der Humboldt-Universität in Berlin. Drei Jahre später besuchte er die Freie Kunstschule Berlin und entschloss sich zu einem Kunststudium. Er studierte von 1994 bis 1999 an der dortigen Hochschule der Künste bei Georg Baselitz. Das Jahr 1995 verbrachte er in Madrid und wurde besonders durch die Werke Francisco de Goyas, Francisco de Zurbaráns und Jusepe de Riberas geprägt. Er nahm an der Salzburger Sommerakademie in der Klasse von Jim Dine teil und absolvierte bei Baselitz 1999 ein Meisterschülerstudium. Von 2008 bis 2010 war Bisky Gastprofessor an der Genfer Kunstakademie HEAD, von 2016 bis 2018 an der HBK Braunschweig. 2015 tauschte er für drei Monate sein Atelier mit dem Künstler Erez Israeli und arbeitete in Tel Aviv.
Norbert Bisky ist der Sohn des Linkspartei-Politikers Lothar Bisky (1941–2013) und dessen Frau Almuth (1943–2016). Er ist der jüngere Bruder des Journalisten und Schriftstellers Jens Bisky. Sein jüngerer Bruder Stephan starb 2008 im Alter von 23 Jahren.
Bisky lebt in Berlin.

## Werk
In seinen Anfangsjahren malte Bisky helle lichte Bilder in Öl. Er selbst bezeichnete sie einmal als „mit Lenor gewaschen“. Er fertigte Werke an, in welchen gleißend hell gemalte junge, schöne, glückliche und vor Kraft strotzende Männer sowie reine unberührte Natur zentrale Motive waren. Der Grand-Guignol-Stil, in dem die Bilder gemalt sind, unterstützt den Blick auf eine nur scheinbar heile Welt: Weiche, schmeichelnde, an Wattebausche erinnernde Formen zeigen Kinder, die gefressen werden und abgerissene Glieder, von denen das Blut tropft – die Idylle trügt. Bereits die Titel der Bilder wie „Übung im Gelände“ (2002), „Lazarett im Paradies“ (2005) oder „Fernzünder“ (2005) legen eine unterschwellige Bedrohung nahe.
In späteren Bildern transformierte Bisky seine eigenen Ikonen. Das Magazin Stern schrieb hierzu: „Die fröhliche sozialistische Welt seiner frühen Bilder ist vorbei – jetzt lauern Kannibalen und Brandstifter, es wird gekotzt und uriniert.“ Die künstlerischen Verweise von Renaissance bis Pop Art bleiben allerdings bestehen.
Der Kunstkritiker Christoph Tannert beobachtete eine Zunahme brutaler Leinwandszenen und ein rasantes Verschleudern von Körperflüssigkeiten. Er konstatierte einen untrüglichen Sinn des Künstlers für Körperkult und Körperkritik. Dabei verzichte Bisky auf einen Leidenschaftssog und jegliche Empfindsamkeit, so Tannert. Neuere Bildtitel lauten „Bukkake Tsunami“ (2007), „Sputum“ (2007), „Solaris“ (2006) und „Torera“ (2006).
Darüber hinaus wurden Einfluss und ikonographische Referenzen bei Francisco de Goya insbesondere an Arbeiten wie „Allesfresser“ (2005) oder „Ich war’s nicht“ (2003) deutlich. Aber auch durch die Verwendung von bestimmten Farben verwiesen die Bilder dieser Zeit auf subtile Art auf alte spanische Meister wie Jusepe de Ribera.
In neueren Werken seit 2010 verarbeitete Bisky „persönliche Erfahrungen von erlebtem Terror, Reisen nach Brasilien sowie Einflüsse aus der Medienwelt (…) mit farbintensiven Tönen zu Szenen von Schönheit, Sexualität, Gewalt und Zerstörung“. Insgesamt erinnern die Arbeiten an den sozialistischen Realismus, an Maler wie Alexander Alexandrowitsch Deineka, an die Ästhetik Leni Riefenstahls, aber auch an die Werbebildnisse der 1950er und 1960er Jahre und an Werke der Pop Art. Seine Protagonisten bieten nach Einschätzung mancher „Projektionsflächen für explizit schwule und sadistische Praktiken.“
Für das Stück Masse des Staatsballetts Berlin, das im Mai 2013 in der Halle am Berghain uraufgeführt wurde, entwarf Bisky erstmals ein Bühnenbild. Seit Mai 2017 ist seine Arbeit „Vertigo“ permanent im Erdgeschoss des Clubs zu sehen. Das großformatige Bild bespielt den Tanzbereich „Säule“ als Teil des Berghain-Kunstkonzepts, das in anderen Gebäudebereichen Arbeiten von unter anderem Wolfgang Tillmans und Joseph Marr vorsieht.
Für den Internationalen Tag der Pressefreiheit schuf Norbert Bisky das Gemälde „Rauschen“, das in Zusammenarbeit mit dem Bundesverband Deutscher Zeitungsverleger am 3. Mai 2019 auf zahlreichen Titelblättern deutscher Tageszeitungen abgedruckt wurde.
Der Journalist Hajo Schumacher bezeichnet Bisky als einen der wichtigsten deutschen Künstler der Gegenwart. Repräsentiert wurde Bisky bis 2023 von der König Galerie in Berlin. Seit März 2025 wird er von der Galerie Esther Schipper repräsentiert.

## Kritik
Die Kritik an seinen Bildwelten, die eine Nähe zur Ästhetik Leni Riefenstahls und damit zur NS-Kunst konstatiert, weist Bisky vehement von sich. So äußerte er in einem Interview, er habe mit dieser „Nazi-Scheiße […] nichts zu tun.“ In einem anderen Interview führte er aus: „Ich bin schwul, ich stamme von Kommunisten ab – ich bin, glaube ich, der erste, den man sofort an der Laterne aufhängen würde, ich bin deshalb auch der erste, der sich ganz klar gegen Nazis und gegen Rechts und alles, was da so an ekelhaftem Zeugs so rumkriecht, äußert und sagt, damit habe ich nichts zu tun.“
Eine andere Lesart von Biskys Stil sieht eher eine Orientierung am sozialistischen Realismus. Der Künstler selbst verweist darauf, dass er Elemente in seinen Bildern verarbeite, mit denen er groß geworden sei. „Das war der sozialistische Realismus und das war die Malerei der Russen.“

## Ausstellungen
2024
- „Ludology“, Galerie Templon, New York[39]

2023
- „Im Freien“, Kunstverein Freunde Aktueller Kunst, Zwickau[40]
- „Swing State“, Navot Miller & Norbert Bisky, Weserhalle, Berlin[41]

2022
- „UTOPIANISTAS“, Galerie Templon, Paris[42]
- „Taumel“, König Galerie, Berlin[43]
- „Kurpark“, Cokkie Snoei Gallery, Rotterdam[44]
- „Walküren-Basislager“, Staatsoper Stuttgart, Hauptbahnhof Stuttgart[45]
- „Mirror Society“, SCAD Museum of Art, Savannah, USA[46]

2021
- „DISINFOTAINMENT“, G2 Kunsthalle, Leipzig[47]

2020
- „Unrest“, Fabienne Levy, Lausanne[48]
- „Metrocake“, KÖNIG TOKIO, Tokio[49]
- „Berlin Sunday“, Le Confort Moderne, Poitiers, Frankreich[50]
- „Desmadre Berlin“, Galerie Templon, Paris[51]

2019
- „RANT“, Villa Schöningen, Potsdam[52] / „POMPA“, St.-Matthäus-Kirche (Berlin-Tiergarten)[53]
- „TAINTED LOVE / CLUB EDIT“, Villa Arson, Nizza[54]

2018
- „Fernwärme“, Museum Langmatt, Baden/Schweiz[55]
- „Hope and Hazard: A Comedy of Eros“, kuratiert von Eric Fischl, Hall Art Foundation, Reading, USA[56]
- „Boezemvriend“, Cokkie Snoei Gallery, Rotterdam

2017
- „Trilemma“, König Galerie, Berlin[57]
- „Die Revolution ist tot. Lang lebe die Revolution!“, Kunstmuseum Bern[58]
- „MISSING: Der Turm der blauen Pferde by Franz Marc – Contemporary artists in search of a lost masterpiece“, Haus am Waldsee, Berlin[59]

2016
- „Dies Irae“, Crone Wien
- „A FUGA“, Galeria Baró, São Paulo
- „Elective Affinities – German Art Since The Late 1960s“, Lettisches Nationales Kunstmuseum, Riga[60]
- „Zeitgeist – Arte da Nova Berlim“, Centro Cultural Banco do Brasil, Rio de Janeiro[61]

2015
- „Hérésie“, Galerie Daniel Templon, Brüssel
- „Levinsky Street“, Givon Art Gallery, Tel Aviv
- „Balagan“, Bötzow Berlin
- „Black Bandits“, Haus am Lützowplatz, Berlin[62]

2014
- „Zentrifuge“, Kunsthalle Rostock
- „Works on Paper“, Galerie Daniel Templon, Paris
- „Riots“, Espacio Minimo, Madrid
- „10“, Berghain, Berlin
- „Utopie Picturale 2“, Fonderie Kugler, Genf[63]

2013
- „Norbert Bisky: Special Report“, MEWO Kunsthalle, Memmingen[64]
- „Paraisópolis“, Galerie Crone, Berlin

2012
- „Stampede“, Leo Koenig Inc., New York
- „I am a Berliner“, Tel Aviv Museum of Art[65]
- „Laboratories of the Senses“, MARTa Herford[66]

2011
- „A Retrospective. Ten Years Of Painting“, Kunsthalle Marcel Duchamp, Cully, Schweiz
- „Decompression“, Galerie Daniel Templon, Paris

2010
- „befall“, Galerie Crone, Berlin[67]
- „Maudit“, Galerie Charlotte Moser, Genf

2009
- „Mandelkern“, Kunstverein Dortmund
- „crossing jordaan“, Cokkie Snoei, Rotterdam und Amsterdam
- „Nefasto Máximo“, Galería Espacio Mínimo, Madrid
- „Norbert Bisky: Paintings“, Haifa Museum of Art, Israel

2008
- „cloud cuckoo land“, Galerie Mirchandani + Steinruecke, Mumbai
- „privat“, Galerie Crone, Berlin
- „minimental“, Cokkie Snoei, Rotterdam

2007
- „Ich war’s nicht“, Haus am Waldsee, Berlin
- „what’s wrong with me“, Leo Koenig Inc., New York
- „Behind Innocence“, Gallery Hyundai, Seoul

2006
- „Total Care“, Contemporary Art Center, Vilnius
- „es tut mir so leid“, Galerie Michael Schultz, Berlin

2005
- „Norbert Bisky“, Studio d’Arte Cannaviello, Milan
- „Déluge“, Galerie Suzanne Tarasiève, Paris
- „Malerei“, Künstlerhaus Bethanien, Berlin

2004
- „The Proud, the Few“, Leo Koenig Inc., NYC
- „Abgesagt“, Mannheimer Kunstverein
- „Opkomst en Verval“, Cokkie Snoei Gallery, Rotterdam

2003
- „Schlachteplatte“, Galerie Michael Schultz, Berlin

2002
- „Norbert Bisky“, Museum Junge Kunst, Frankfurt (Oder)

2001
- „Wir werden siegen“, Galerie Michael Schultz, Berlin
- „Almauftrieb“, Kulturbrauerei, Prenzlauer Berg, Berlin
- „Vorkämpfer“, Chelsea Kunstraum, Köln

## Öffentliche Sammlungen
- Hall Art Foundation, USA
- Museum of Modern Art, New York[68]
- Palm Springs Art Museum
- Nationalmuseum für moderne und zeitgenössische Kunst, Seoul
- Israel-Museum, Jerusalem[69]
- Fonds national d’art contemporain, La Défense
- Berlinische Galerie, Berlin
- Sammlung Deutsche Bank, Frankfurt/Main
- G2 Kunsthalle, Leipzig
- Kunsthalle Rostock
- Museum der bildenden Künste, Leipzig
- Brandenburgisches Landesmuseum für moderne Kunst, Frankfurt/Oder
- Museum Ludwig, Köln
- Stiftung Kunstforum der Berliner Volksbank
- Staatliche Kunsthalle Karlsruhe
- Staatsgalerie Stuttgart
- Schloßmuseum Murnau
- Ellipse Foundation, Lissabon
- The MER Collection, Segovia